# Ministerstwo Rozwoju Regionalnego Federacji Rosyjskiej
Ministerstwo Rozwoju Regionalnego Federacji Rosyjskiej (ros. Министерство регионального развития Российской Федерации, Минрегион России) – rosyjski federalny organ władzy wykonawczej, realizujący zadania z zakresu polityki państwowej i regulacji normatywno-prawnych w sferze rozwoju społeczno-gospodarczego regionów Federacji Rosyjskiej. 
Zostało utworzone dekretem Prezydenta Federacji Rosyjskiej Nr 1168 z 13 września 2004, rozwiązane 8 września 2014.
Pełnomocnictwa rozwiązanego ministerstwa w zakresie polityki narodowościowej przekazano Ministerstwu Kultury federacji Rosyjskiej, w zakresie socjalno-ekonomicznego rozwoju regionów (w tym prace w regionach Arktyki i Dalekiej Północy – Ministerstwu Rozwoju Ekonomicznego Federacji Rosyjskiej. Funkcje z zakresu polityki państwowej w dziedzinie terytorialnej organizacji Federacji Rosyjskiej przekazano Ministerstwu Sprawiedliwości Federacji Rosyjskiej. 